# Drugo antično gledališče v Larisi
Drugo antično gledališče v Larisi (grško Β΄ Αρχαίο Θέατρο της Λάρισας) je antično grško gledališče v mestu Larisa v Tesaliji v Grčiji.

## Zgodovina
Gledališče je bilo zgrajeno v drugi polovici 1. stoletja pred našim štetjem na jugozahodnem pobočju hriba Pefkakia. Njegova gradnja je verjetno povezana s predelavo prvotnega mestnega gledališča, ki je bilo po rimski osvojitvi Grčije spremenjeno v areno za gladiatorske tekme in javne spektakle. Athanasios Tziafalias, ki je na najdišču izkopaval, je predlagal zlasti povezavo s festivalom Elevterija, ki je vključeval atletska in jahalna tekmovanja ter gledališke, glasbene in pesniške predstave. Napis, posvečen Demetri in Perzefoni nakazuje, da je bil na tem mestu tudi njima posvečen tempelj (tezmoforion).
Gledališče je v srednjem veku ostalo v ruševinah, ko so na njegovem mestu postavili bizantinsko cerkev, posvečeno sv. Modrosti oziroma sv. Paraskeviju. Cerkev je bila zamenjana z mošejo Hasan Bega, ki je bila postavljena na tem mestu v osmanskem obdobju. Hrib Pefkakia je bil v 1950-ih zravnan, da bi zagotovili prostor za stanovanjsko gradnjo.
Gledališče je bilo ponovno odkrito leta 1978, med izkopavanjem za gradnjo novega stanovanjskega kompleksa. Najdišče je bilo izkopano v letih 1985–1986. Gledališče se od takrat občasno uporablja za gledališke predstave.

## Opis
Dokončana sta bila le oder (skena) in zbor (orkestra); polkrožni prostor za sedenje (teatron) in stranski vhodi (parod) so ostali nedokončani, očitno zaradi nezmožnosti financiranja njihovega dokončanja. Teatron je bil s 14 stopnicami razdeljen na trinajst nadstropij, vsako z dvema vrstama nizkih sedežev iz sivobelega marmorja (edolija); ostali niso bili nikoli dokončani in so bili verjetno namesto njih uporabljeni leseni sedeži (ikria). Orkestra je imela premer 29,7 metra in je bila sestavljena iz dveh plasti stisnjene zemlje, pomešane s prodom. Na njeni desni strani je bil timilin (majhen kvadratni oltar). Bil je iz belega marmorja, okrašen s kimatijami (okrasnimi trakovi). Stal je na stopničastem podstavku s tremi stopnicami, od katerih sta ohranjeni dve nižji.
Marmor, uporabljen v gledališču, ni bil na novo pridobljen, temveč ponovno uporabljen iz starejše stavbe, verjetno okrogle oblike. Nekateri bloki vsebujejo napise osvobojencev iz poznega 3. stoletja pred našim štetjem.